# André Latarjet
André Latarjet (Dijon, Francia, 20 de agosto de 1877; Lyon, ídem, 4 de mayo de 1947 en Lyon) fue un anatomista francés, especialista en los órganos internos y en su inervación. Era hermano del explorador Raymond Latarjet y padre del radiobiólogo Michel Latarjet.

## Carrera
Nombrado interno del Hospital de Lyon en 1901, trabajó en el laboratorio del profesor Leo Testut, quien le aconsejó abandonar la cirugía para dedicarse por entero a la anatomía. Se convirtió en profesor de anatomía en 1919. Su investigación se centró en la vascularización de las vísceras y su inervación simpática. Dio su nombre a la rama del nervio vago que inerva el píloro y a una técnica quirúrgica utilizada en el tratamiento de la úlcera péptica.[cita requerida]
Desde 1923, André Latarjet también participó en la medicina deportiva, y tomó la dirección de los cursos superiores de educación física en Lyon.

## Publicaciones
- Tratado de anatomía humana, de Testut, 1928, llamado Testut-Latarjet por los anatomistas.

## Museo de Anatomía
El museo de la anatomía en Lyon se llama Leo Testut y André Latarjet.